# Johan Savelkoul
Johan Savelkoul (19 december 1970) is een Belgisch voormalig voetballer die speelde als verdediger.

## Carrière
Savelkoul speelde voor KRC Genk, Verbroedering Geel, Mechelen-aan-de-Maas, FC Beringen en KVO Aarschot.